# Georg von Hatzfeld

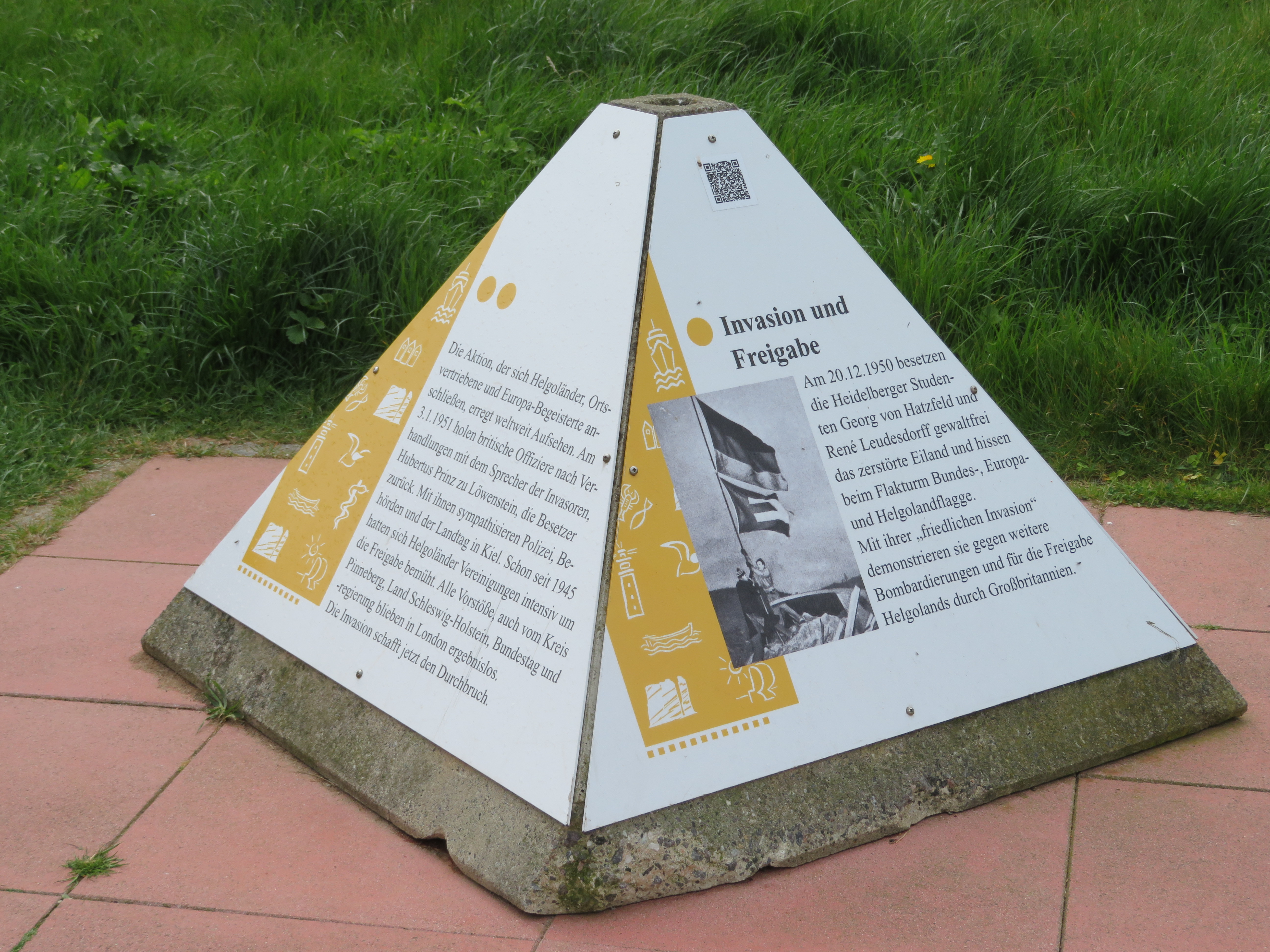
Informationsstation auf Helgoland

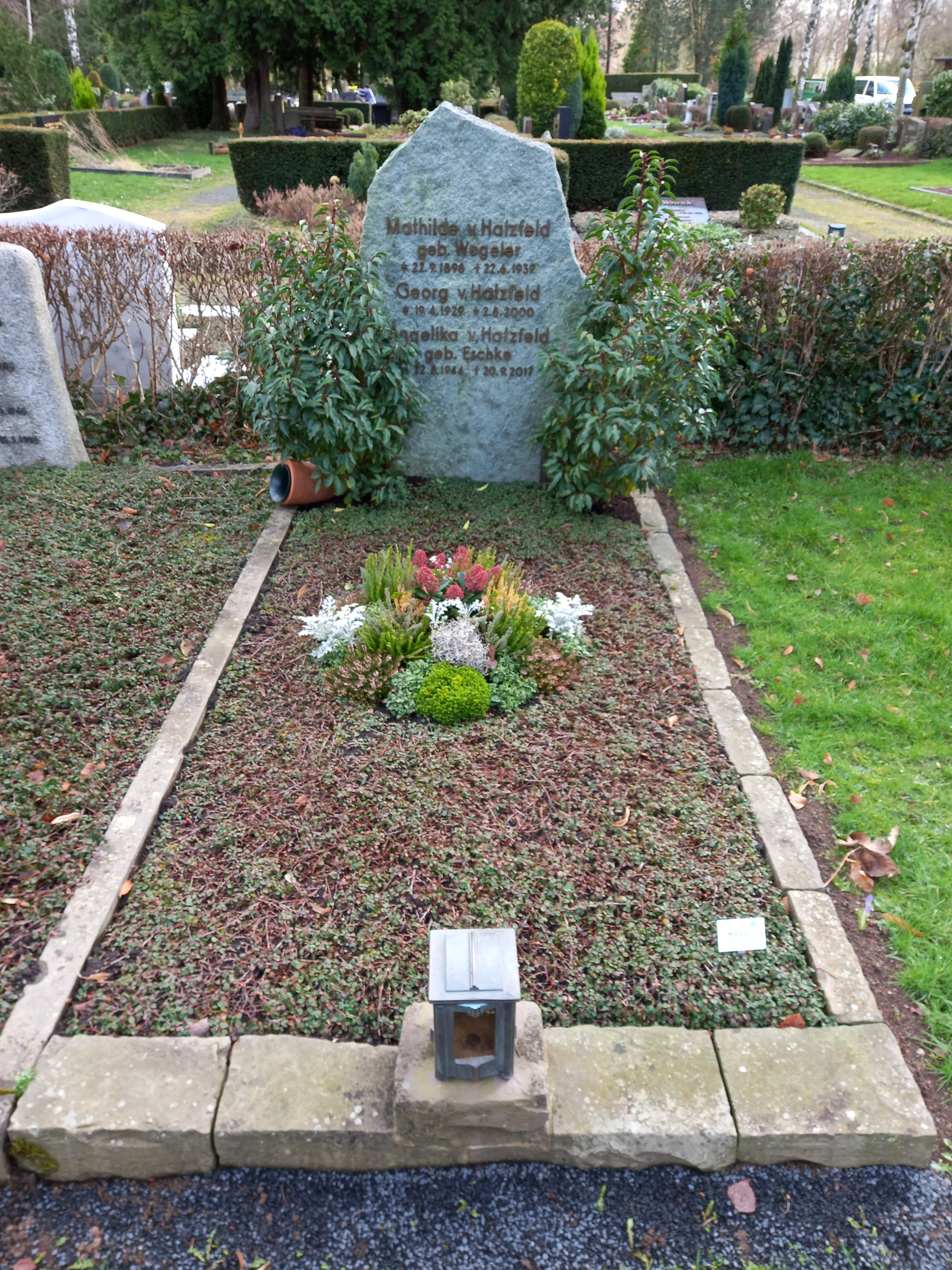
Das Grab von Georg von Hatzfeld und seiner Ehefrau Angelika geborene Eschke im Familiengrab auf dem Zentralfriedhof Bad Godesberg in Bonn

Georg von Hatzfeld (* 19. April 1929 in Bad Godesberg; † 2. August 2000 in München) war ein deutscher Verleger.

## Leben und Wirken
Der Sohn des Dichters Adolf von Hatzfeld, aus dem Hause Hatzfeld, geriet 1950 in die Schlagzeilen, als er zusammen mit seinem Heidelberger Kommilitonen René Leudesdorff eine Rettungsaktion für die Insel Helgoland in Gang setzte. Einige Quellen benennen neben Leudesdorff auch Hubertus Prinz zu Löwenstein, der sich der von Leudesdorff und von Hatzfeld begonnenen Aktion nach einigen Tagen angeschlossen hat.
Helgoland war zu diesem Zeitpunkt ein Übungsziel für die Bombenabwürfe der Royal Air Force. Die Bevölkerung war evakuiert und in norddeutschen Ortschaften untergebracht. Hatzfeld und Leudesdorff setzten, finanziell unterstützt durch Die Zeit, in einer Dezembernacht nach Helgoland über, hissten dort die Europaflagge sowie die Deutschlandflagge und verbrachten, mit einer kurzen Unterbrechung wegen einer Sturmflutwarnung, etwa zwei Wochen auf der Insel. Obwohl sie unterschiedliche Ziele verfolgten – Leudesdorff war eher an einer Einigung Europas, Hatzfeld an einer Wiedervereinigung Deutschlands gelegen –, waren beide davon überzeugt, dass die Aufrüstung der Supermächte verhindert werden musste. Die Besetzungsaktion endete am 3. Januar 1951 und zeigte Folgen: Am 1. März 1952 wurde die Insel an die Bundesrepublik Deutschland übergeben und die Säuberung von den Hinterlassenschaften der Kriegs- und Besetzungszeit begann. Etwa 170.000 Tonnen Bomben, Granaten, Minen und Torpedos wurden geborgen, doch auch heute noch findet man Blindgänger auf der Insel. 
Für diese erste deutsche pazifistische Aktion nach dem Zweiten Weltkrieg erhielten Leudesdorff und von Hatzfeld das Bundesverdienstkreuz 1. Klasse.
Der Aktion der beiden Studenten ist ein Film von Kurt Denzer und Thorsten Schmidt gewidmet.
Georg von Hatzfeld ist in Bad Godesberg bestattet.

## Werke
- Georg von Hatzfeld, Rainer Wallraf (Hrsg.): München, wie es schreibt und isst. München: v. Hatzfeld 1965
- Gerhard Neureiter, Eberhard Zwink, Georg von Hatzfeld: Salzburg, wo? München: Schumacher-Gebler 1969
- Richard Kerler, Georg von Hatzfeld: Where in Munich? München: Schumacher-Gebler 1969

## Film
- Wer befreite Helgoland? Bombenziel in Friedenszeiten, ein Film von Kurt Denzer und Thorsten Schmidt, FBW-Prädikat: wertvoll